# Gender (Zeitschrift)
GENDER. Zeitschrift für Geschlecht, Kultur und Gesellschaft ist eine dreimal jährlich erscheinende Peer-Review-Fachzeitschrift, die 2009 gegründet wurde und von der Koordinations- und Forschungsstelle des „Netzwerks Frauen- und Geschlechterforschung NRW“ betreut wird. Sie bietet der Frauen- und Geschlechterforschung ein interdisziplinäres Forum für wissenschaftliche Debatten und die Kommunikation zwischen Wissenschaft und Praxis. Unterstützt und beraten werden Herausgeberinnen und Redaktion durch einen wissenschaftlichen Beirat.

## Geschichte und Konzept
Die Zeitschrift wurde erstmals im Jahr 2009 von Ruth Becker, Heike Kahlert, Beate Kortendiek, Sigrid Metz-Göckel und Sabine Schäfer herausgegeben. Bei den Beiträgen handelt es sich insbesondere um soziologische, erziehungswissenschaftliche, politikwissenschaftliche, ökonomische, kulturwissenschaftliche und historische Analysen, die dem interdisziplinären Charakter der Geschlechterforschung entsprechen. Dabei geht es überdies um die Analyse lokaler, regionaler und globaler Einflüsse auf Geschlechterbeziehungen und -verhältnisse. GENDER ist eine vorwiegend deutschsprachige Fachzeitschrift, die auch englischsprachige Beiträge von internationalen Autoren und Autorinnen publiziert.
Seit 2010 hat jede Ausgabe der Zeitschrift einen thematischen Schwerpunkt. Mit der Ausgabe 1/18 erscheinen Beiträge unter den drei Rubriken Schwerpunkt, Offener Teil und Rezensionen. Die thematischen Heftschwerpunkte werden jeweils von (Gast-)Expertinnen herausgegeben. Darüber hinaus erscheinen in unregelmäßigen Abständen Sonderhefte.
Der wissenschaftliche Beirat der Zeitschrift hat die Funktion der fachlich-kollegialen Beratung und Unterstützung der Herausgeberinnen bei der Entwicklung der Zeitschrift im Kontext der interdisziplinären Community der Geschlechterforschung. Ihm gehören unter anderem an: Christine Bauhardt, Andrea D. Bührmann, Diana Lengersdorf, Sabine Grenz, Sabine Hark, Gabriella Hauch, Barbara Holland-Cunz, Liisa Husu, Ilse Lenz, Helma Lutz, Martin Lücke, Andrea Maihofer, Michael Meuser, Andrea Pető, Susanne Rode-Breymann, Ute Sacksofsky und Paula Irene Villa.

## Allgemeine Informationen
Die Begutachtung der Texte im Double-Blind-Peer-Review-Verfahren und die ethischen Richtlinien entsprechen den internationalen Standards für wissenschaftliche Zeitschriften. Den bibliografischen Angaben liegen die Zitierregeln der American Psychological Association zugrunde, um auch in Bezug auf das Literaturverzeichnis und die Zitation weltweit anerkannte Wissenschaftsstandards zu gewährleisten. Seit 2023 sind alle Ausgaben der Zeitschrift im Open Access erhältlich und DOAJ-zertifiziert. Alle Beiträge erscheinen unter der Lizenz Creative Commons Namensnennung 4.0 International (CC BY 4.0). Die Zeitschrift wird dokumentiert im Sozialwissenschaftlichen Literaturinformationssystem SOLIS und im Social Science Open Access Repository SSOAR.

## Ausgaben

### Reguläre Ausgaben
- 02/2024: Intersektionalität und Soziale Arbeit, Hrsg.: Denise Bergold-Caldwell, Christiane Bomert, Judith Conrads, Christine Riegel
- 01/2024: Reproduktionspolitiken und Selbstbestimmung, Hrsg.: Oxana Eremin, Antje Langer, Annalisa Mattei, Claudia Mahs
- 03/2023: Frauenbewegungen und Feminismen im kulturellen Gedächtnis, Hrsg.: Anne Schlüter, Uta C. Schmidt
- 02/2023: Politik in der Populärkultur, Hrsg.: Sylvia Mieszkowski, Sigrid Nieberle
- 01/2023: Digitale Transformation und Gender Bias, Hrsg.: Leonie Bröcher, Eva Gredel, Laura Schelenz
- 03/2022: Ernährungspraxis im Wandel, Hrsg.: Carla Wember, Jana Rückert-John
- 02/2022: Männlichkeit und Sorge, Hrsg.: Simon Bohn, Kevin Stützel, Diana Lengersdorf
- 01/2022: Prostitution und Sexarbeit, Hrsg.: Sabine Grenz, Heike Mauer, Nicola Behrmann, Martin Lücke, Romana Sammern
- 03/2021: Soziale Mobilität und Geschlecht – (Trans)nationale Dynamiken der Gegenwart, Hrsg.: Linda Leskau, Anne Schlüter, Stephan Trinkaus, Susanne Völker
- 02/2021: Das gute Leben in der Krise – Geschlechterverhältnisse auf dem Prüfstand, Hrsg.: Elisabeth Holzleithner, Diana Lengersdorf
- 01/2021: Genderperspektiven für die European Studies, Hrsg.: Gudrun Hentges, Claudia Wiesner, Carola Bauschke-Urban
- 03/2020: Inklusion und Intersektionalität in institutionellen Bildungskontexten, Hrsg.: Meike Penkwitt, Sina-Mareen Köhler, Anne Schlüter
- 02/2020: Geschlecht, Arbeit, Organisation, Hrsg.: Julia Gruhlich, Edelgard Kutzner, Diana Lengersdorf
- 01/2020: Raumstrukturen und Geschlechterordnungen, Hrsg.: Anne Schlüter, Uta C. Schmidt
- 03/2019: Gender, Technik und Politik 4.0, Hrsg.: Jutta Weber, Diana Lengersdorf
- 02/2019: Verwandtschaftsverhältnisse – Geschlechterverhältnisse im 21. Jahrhundert, Hrsg.: Sigrid Nieberle, Barbara Schaff, Jenny Bünnig
- 01/2019: Hochschule und Geschlecht, Hrsg.: Marion Kamphans, Meike S. Baader, Sandra Beaufaÿs
- 03/2018: Mode und Gender, Hrsg.: Gertrud Lehnert, Jenny Bünnig, Miriam von Maydell
- 02/2018: Flucht – Asyl – Gender, Hrsg.: Ulrike Krause, Karin Scherschel, Carola Bauschke-Urban
- 01/2018: Praxeologien des Körpers: Geschlecht neu denken, Hr* g.: Bettina Brockmeyer, Susanne Lettow, Ulrike Manz, Sabine Schäfer
- 03/2017: Gender und Design – zum vergeschlechtlichten Umgang mit dem gestalteten Alltag, Hrsg.: Uta Brandes, Sigrid Metz-Göckel
- 02/2017: Schwangerschaft, Geburt und Säuglingszeit: zwischen individueller Gestaltung, gesellschaftlichen Normierungen und professionellen Ansprüchen, Hrsg.: Beate Kortendiek, Ute Lange, Charlotte Ullrich
- 01/2017: Geschlechterverhältnisse verhandeln – arabische Frauen und die Transformation arabischer Gesellschaften, Hrsg.: Heidemarie Winkel, Viola Raheb, Ulrike Bechmann, Sabine Schäfer
- 03/2016: Gemachte Verhältnisse: Forschungsperspektiven auf Kindheit, Jugend und Geschlecht, Hrsg.: Anna Buschmeyer, Sabina Schutter, Beate Kortendiek
- 02/2016: Normalität dekonstruieren: queere Perspektiven, Hrsg.: Carola Bauschke-Urban, Judith Conrads, Elisabeth Tuider
- 01/2016: Liebe – Annäherungen aus Geschlechterperspektive, Hrsg.: Stephanie Bethmann, Günter Burkart, Beate Kortendiek
- 03/2015: Intellektuelle Frauen, Hrsg.: Jenny Bünnig, Barbara Holland-Cunz, Sigrid Metz-Göckel, Amrei Sander
- 02/2015: Sex und Gender in der biomedizinischen Forschung, Hrsg.: Andrea Kindler-Röhrborn, Sigrid Metz-Göckel
- 01/2015: Geschlechterkonstruktionen in schulischen Handlungsfeldern, Hrsg.: Jürgen Budde, Katja Kansteiner, Andrea Bossen, Beate Kortendiek
- 03/2014: Karrieren und Lebenswelten – Irritationen, Dynamiken, Strategien, Hrsg.: Anne Schlüter
- 02/2014: Heiraten und Hochzeiten – kulturelle, ästhetische und soziale Praktiken und Praxen, Hrsg.: Andrea D. Bührmann, Barbara Schaff, Beate Kortendiek
- 01/2014: Gleichstellung als Beruf, Hrsg.: Anne Schlüter
- 03/2013: Gender in der psychologischen Forschung, Hrsg.: Ursula Kessels, Sigrid Metz-Göckel
- 02/2013: Feministische Perspektiven auf Ökonomie und Geschlechterordnung, Hrsg.: Sabine Schäfer
- 01/2013: Medikalisierung und Geschlecht zwischen Optimierung, Pathologisierung und Gesundheitsförderung, Hrsg.: Charlotte Ullrich, Beate Kortendiek
- 03/2012: Feminismus in Polen, Hrsg.: Bozena Choluj, Sigrid Metz-Göckel
- 02/2012: Geschlecht und Ernährung, Hrsg.: Jana Rückert-John, Sabine Schäfer
- 01/2012: Gender & Art: Selbstbilder und Selbstkonzepte in den Künsten, Hrsg.: Rebecca Grotjahn, Beate Kortendiek, Mechthilde Vahsen
- 03/2011: Gender und Care, Hrsg.: Birgit Riegraf, Sigrid Metz-Göckel, Hildegard Theobald
- 02/2011: Neue Perspektiven auf Gewalt, Hrsg.: Beate Kortendiek, Monika Schröttle
- 01/2011: Transnationalisierung und Gender, Hrsg.: Carola Bauschke-Urban, Sigrid Metz-Göckel
- 03/2010: Geschlechterverhältnisse in postsozialistischen Zeiten, Hrsg.: Heike Kahlert, Sabine Schäfer
- 02/2010: Geschlechtertheorie und Diversity Management, Hrsg.: Verena Bruchhagen, Iris Koall, Beate Kortendiek, Julia Nentwich, Ursula Offenberger
- 01/2010: Geschlechterverhältnisse in den Religionen der Welt, Hrsg. Sabine Schäfer, Heidemarie Winkel
- 02/2009: Offenes Heft: Debatten der Geschlechterforschung, Hrsg.: Ruth Becker, Heike Kahlert, Beate Kortendiek, Sigrid Metz-Göckel, Sabine Schäfer
- 01/2009: Premierenheft, Hrsg.: Ruth Becker, Heike Kahlert, Beate Kortendiek, Sigrid Metz-Göckel, Sabine Schäfer

### Sonderausgaben
06/2021: Mobilisierungen gegen Feminismus und ‚Gender‘ - Erscheinungsformen, Erklärungsversuche und Gegenstrategien, Hrsg.: Annette Henninger, Denise Bergold-Caldwell, Sabine Grenz, Barbara Grubner, Helga Krüger-Kirn, Susanne Maurer, Marion Näser-Lather, Sandra Beaufaÿs
- 05/2020: Elternschaft und Familie jenseits von Heteronormativität und Zweigeschlechtlichkeit, Hrsg.: Almut Peukert, Julia Teschlade, Christine Wimbauer, Mona Motakef, Elisabeth Holzleithner
- 04/2017: Alte neue Ungleichheiten? Auflösungen und Neukonfigurationen von Erwerbs- und Familiensphäre, Hrsg.: Annette von Alemann, Sandra Beaufaÿs, Beate Kortendiek
- 03/2016: Bewegung/en. Beiträge zur 5. Jahrestagung der Fachgesellschaft Geschlechterstudien, Hrsg.: Carola Bauschke-Urban, Göde Both, Sabine Grenz, Inka Greusing, Tomke König, Lisa Pfahl, Katja Sabisch, Monika Schröttle, Susanne Völker
- 02/2013: Paare und Ungleichheit(en) – Eine Verhältnisbestimmung, Hrsg.: Alessandra Rusconi, Christine Wimbauer, Mona Motakef, Beate Kortendiek, Peter A. Berger
- 01/2011: Engendering Transformation – Post-socialist Experiences on Work, Politics and Culture, Hrsg.: Heike Kahlert, Sabine Schäfer